# الحصين (المقاطرة)

تعديل مصدري - تعديل

الحصين هي إحدى قرى عزلة الصوالحة بمديرية المقاطرة التابعة لمحافظة لحج، بلغ تعداد سكانها 65 نسمة حسب تعداد اليمن لعام 2004.